# چارلز فاکس (آهنگساز)
چارلز فاکس (انگلیسی: Charles Fox؛ زادهٔ ۳۰ اکتبر ۱۹۴۰) یک آهنگساز اهل ایالات متحده آمریکا است.